# فرودگاه وارن/وودلندز
فرودگاه وارن/وودلندز (به انگلیسی: Warren/Woodlands Airport) یک فرودگاه همگانی است . این فرودگاه در کشور کانادا قرار دارد و در ارتفاع ۲۴۹ متری از سطح دریا واقع شده است.